# Acalypha elskensii
Acalypha elskensii är en törelväxtart som beskrevs av De Wild.. Acalypha elskensii ingår i släktet akalyfor, och familjen törelväxter. Inga underarter finns listade i Catalogue of Life.